# Saint-Jean-du-Sud
Saint-Jean-du-Sud (Haïtiaans-Creools: Sen Jan disid) is een stad en gemeente in Haïti met 25.500 inwoners. De plaats ligt aan de zuidkust van het schiereiland Tiburon, 15 km ten zuidwesten van de stad Les Cayes. De gemeente maakt deel uit van het arrondissement Port-Salut in het departement Sud.
Er wordt fruit verbouwd. Ook worden manden gemaakt. Verder is er een vissershaven.

## Geboren in Sain-Jean-du-Sud
- 1957: Gontran Décoste, rooms-katholiek bisschop

## Indeling
De gemeente bestaat uit de volgende sections communales:
| Nr. | Naam        | Km²   | Inw.2015 |
| --- | ----------- | ----- | -------- |
| 1   | Tapion      | 25,74 | 10.270   |
| 2   | Débouchette | 20,72 | 6.724    |
| 3   | Trichet     | 22,83 | 8.573    |